# تقييم بيئي استراتيجي

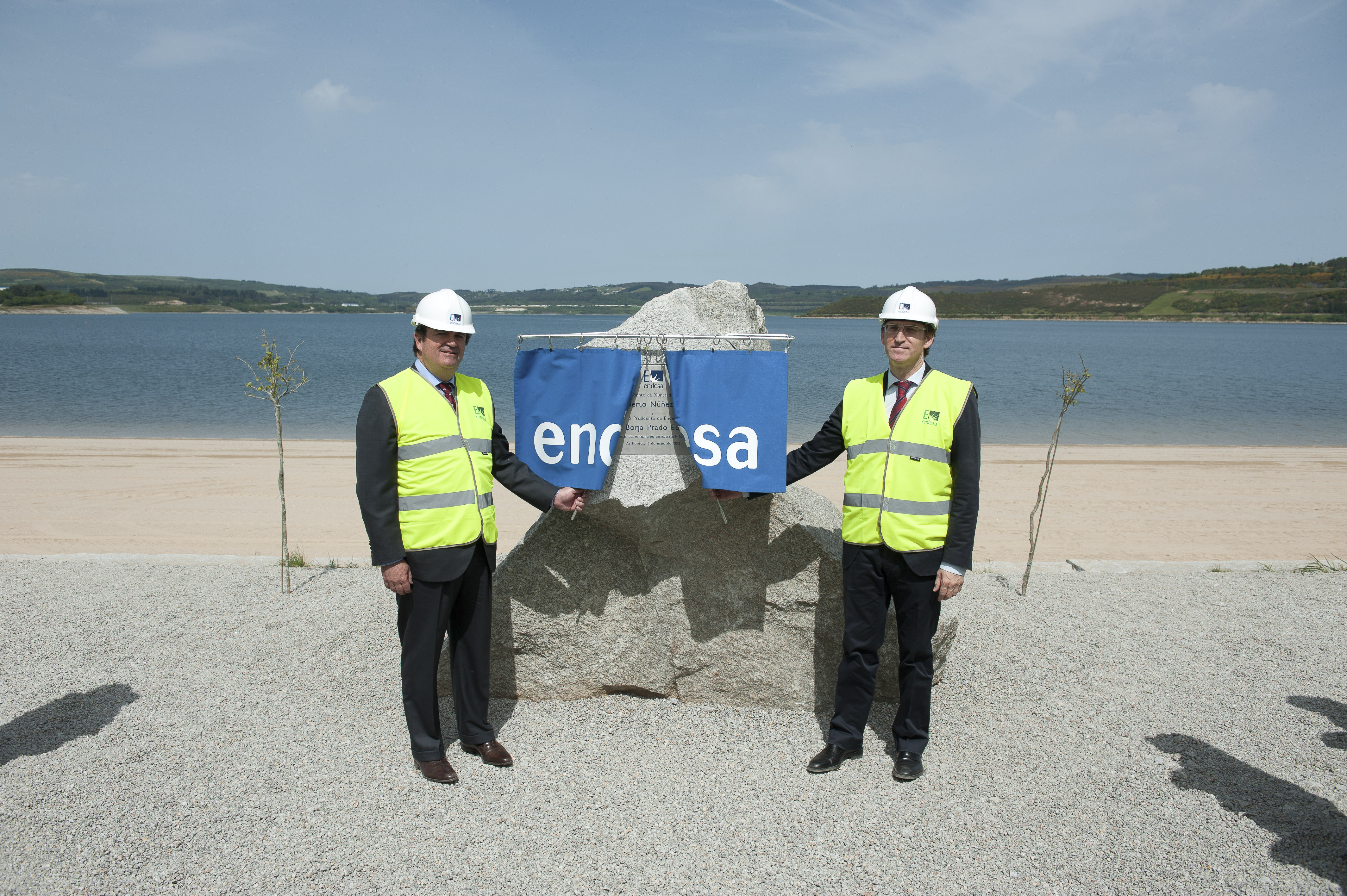

التقييم البيئي الاستراتيجي (بالإنجليزية: Strategic environmental assessment)‏ الذي يُعرف اختصاراً بـ SEA، هو مجموعة من الأدوات والأساليب التحليلية والتشاركية التي تهدف إلى دمج الاعتبارات البيئية في السياسات والخطط والبرامج وتقييم أوجه الترابط مع الاعتبارات الاقتصادية والاجتماعية. وهو يتيح إدماج الاعتبارات البيئية جنبا إلى جنب مع الجوانب الاجتماعية والاقتصادية في عملية صنع القرارات الاستراتيجية في جميع المراحل. التقييم البيئي الاستراتيجي ليس بديلاً عن الأدوات التقليدية لتقييم الأثر البيئي لمشروع، بل هو مكمل لها.
إن عملية التقييم البيئي الاستراتيجي يُعد عملية منظمة وواضحة ومشتركة ومفتوحة وشفافة تستند إلى تقييم الأثر البيئي، وتُطبق بصفة خاصة على الخطط والبرامج، التي تعدها سلطات التخطيط العامة، وفي بعض الأحيان الهيئات الخاصة. ويعمل التقييم البيئي الفعال ضمن إطار عمل منظم ومترابط يهدف إلى دعم اتخاذ قرارات أكثر فعالية وكفاءة من أجل التنمية المستدامة وتحسين الإدارة من خلال توفير تركيز موضوعي فيما يتعلق بالأسئلة والقضايا والبدائل التي يتعين النظر فيها في السياسات والخطط والبرامج. وهي أداة قائمة على الأدلة، وتهدف إلى إضافة المساحة العلمية لصنع الشراكة بين القطاعين العام والخاص، وذلك باستخدام أساليب وتقنيات مناسبة للتقييم.

## التاريخ
إن توجيه الاتحاد الأوروبي بشأن تقييمات الأثر البيئي (85/337/EEC، المعروف باسم توجيه تقييم الأثر البيئي) قد انطبق فقط على مشروعات معينة. وقد نُظِر إلى ذلك على أنه غير كافٍ لأنه يتعامل فقط مع تأثيرات محددة على المستوى المحلي في حين جرى بالفعل اتخاذ العديد من القرارات الضارة بالبيئة على مستوى أكثر إستراتيجية (على سبيل المثال حقيقة أن البنية التحتية الجديدة قد تولد طلبًا متزايدًا على السفر).
نشأ مفهوم التقييمات الاستراتيجية من التنمية الإقليمية / تخطيط استخدام الأراضي في العالم المتقدم. عام 1981، نشرت وزارة الإسكان والتنمية الحضرية الأمريكية دليل تقييم الأثر على مستوى المنطقة. في أوروبا، وُضِعت اتفاقية تقييم الأثر البيئي في سياق عابر للحدود، تُدعَى اتفاقية إسبو، الأسس لطرح التقييم البيئي الاستراتيجي عام 1991. وفي عام 2003، استكمِلت اتفاقية إسبو ببروتوكول بشأن التقييم البيئي الاستراتيجي.
تطلب توجيه التقييم البيئي الاستراتيجي الأوروبي 2001/42/EC أن تصادق جميع الدول الأعضاء في الاتحاد الأوروبي على هذا التوجيه في قانون بلدهم بحلول 21 يوليو 2004.
بدأت دول الاتحاد الأوروبي في تنفيذ جوانب استخدام الأراضي في التقييم البيئي الاستراتيجي أولًا، واستغرق البعض وقتًا أطول من غيرهم لتبني التوجيه، ولكن تنفيذ التوجيه يمكن اعتباره الآن مكتملًا. تتمتع العديد من دول الاتحاد الأوروبي بتاريخ طويل من التقييم البيئي القوي بما في ذلك الدنمارك، وهولندا، وفنلندا، والسويد. سارعت الدول الأعضاء الجديدة في الاتحاد الأوروبي إلى تنفيذ التوجيه.

## العلاقة مع تقييم الأثر البيئي
يُجرَى التقييم البيئي الاستراتيجي بقسمه الأكبر قبل إجراء تقييم التأثير البيئي المقابل. هذا يعني أن المعلومات المتعلقة بالتأثير البيئي للخطة يمكن أن تتدرج من خلال مستويات صنع القرار ويمكن استخدامها في تقييم التأثير البيئي في مرحلة لاحقة. يجب أن يقلل ذلك من حجم العمل الذي يجب القيام به. من المتوقع إجراء تسليم.

## الأهداف والبنية
ينطبق توجيه التقييم البيئي الاستراتيجي فقط على الخطط والبرامج، وليس السياسات، على الرغم من أنه من المحتمل تقييم السياسات ضمن الخطط، ويمكن أن ينطبق التقييم البيئي الاستراتيجي على السياسات إذا لزم الأمر، وفي المملكة المتحدة بالتأكيد، غالبًا ما يحدث ذلك.
تعتمد بنية التقييم البيئي الاستراتيجي (بموجب التوجيه) على المراحل التالية:
- «المسح»، التحقيق فيما إذا كانت الخطة أو البرنامج تقع تحت تشريع التقييم البيئي الاستراتيجي.
- «تحديد النطاق»، تحديد حدود التحقيق والتقييم والافتراضات المطلوبة.
- «توثيق حالة البيئة»، أساس فعال تُبنى عليه الأحكام.
- «تحديد التأثيرات البيئية المحتملة (غير الهامشية)»، عادةً من حيث اتجاه التغيير بدلًا من الأرقام الثابتة.
- إعلام واستشارة العامة.
- التأثير على «اتخاذ القرار» القائم على التقييم.
- مراقبة آثار الخطط والبرامج بعد تنفيذها.

يشمل توجيه الاتحاد الأوروبي أيضًا تأُثيرات أخرى إلى جانب التأثيرات البيئية، مثل الأصول المادية والمواقع الأثرية. في معظم دول أوروبا الغربية، توسع ذلك ليشمل الجوانب الاقتصادية والاجتماعية للاستدامة.
يجب أن يضمن التقييم البيئي الاستراتيجي أن الخطط والبرامج تأخذ في الاعتبار التأثيرات البيئية التي تسببها. إذا كانت هذه التأثيرات البيئية جزءًا من القرار الشامل، فإنه يسمى تقييم الأثر الاستراتيجي.

## في الاتحاد الأوروبي
التقييم البيئي الاستراتيجي هو إجراء تقييم مطبق قانونيًا مطلوب بموجب التوجيه 2001/42/EC (المعروف باسم توجيه التقييم البيئي الاستراتيجي). يهدف توجيه التقييم البيئي الاستراتيجي إلى تقديم تقييم منهجي للتأثيرات البيئية للخطط والبرامج المتعلقة بالاستخدام الاستراتيجي للأراضي. ينطبق عادةً على خطط التنمية الإقليمية والمحلية والنفايات والنقل داخل الاتحاد الأوروبي. تكون بعض الخطط، مثل خطط المالية والميزانية أو خطط الدفاع المدني معفاة من توجيه التقييم البيئي الاستراتيجي، وينطبق أيضًا فقط على الخطط التي يطلبها القانون، مما يستثني خطط وبرامج الحكومة الوطنية، لأن خططها «طوعية»، في حين أن الحكومات المحلية والإقليمية عادة ما تكون مطالبة بإعدادها.

### المملكة المتحدة
التقييم البيئي الاستراتيجي داخل المملكة المتحدة معقد بسبب اللوائح والتوجيهات والممارسات المختلفة بين إنجلترا، واسكتلندا، وويلز، وأيرلندا الشمالية. إن تشريع التقييم البيئي الاستراتيجي في اسكتلندا على وجه الخصوص (وفي أيرلندا الشمالية، والذي يشير بشكل خاص إلى إستراتيجية التنمية الإقليمية) يحوي توقعًا بأن التقييم البيئي الاستراتيجي سوف يطبق على الاستراتيجيات والخطط والبرامج. في المملكة المتحدة، لا يمكن فصل التقييم البيئي الاستراتيجي عن مصطلح «الاستدامة»، ومن المتوقع أن يُنفَّذ التقييم البيئي الاستراتيجي بصفته جزءًا من تقييم الاستدامة الأوسع، والذي قد كان بالفعل مطلبًا للعديد من أنواع الخطط قبل توجيه التقييم البيئي الاستراتيجي، ويتضمن: العوامل الاجتماعية والاقتصادية بالإضافة إلى العوامل البيئية. يهدف تقييم الاستدامة بشكل أساسي إلى زيادة علم صانعي القرار بجوانب الاستدامة في الخطة، وضمان فهم التأثير الكامل للخطة على الاستدامة.
شرحت المملكة المتحدة في استراتيجيتها للتنمية المستدامة، نوعية حياة أفضل (مايو 1999)، التنمية المستدامة من حيث أربعة أهداف هي:
- التقدم الاجتماعي الذي يعترف باحتياجات الجميع.
- الحماية الفعالة للبيئة.
- الاستخدام الحكيم للموارد الطبيعية.
- الحفاظ على مستويات عالية ومستقرة من النمو الاقتصادي والعمالة.
- عادة ما تُستخدَم هذه الأهداف الرئيسية وتنطبق على المواقف المحلية من أجل تقييم تأثير الخطة أو البرنامج.